# تفسیر آلاء الرحمن
تفسیر آلاء الرحمن فی تفسیر القرآن اثر محمدجواد بلاغی از علمای شیعه و متوفی سنه ۱۳۵۲ هجری قمری است. این تفسیر ناتمام است. در سه جلد به زبان عربی نوشته شده‌است. پیشگفتار این کتاب، مطالب زیادی را در اثبات مذهب شیعه و عدم تحریف قرآن نوشته‌است. این تفسیر تا آیه۵۸ سوره نساء نگارش شد ولی عمر مؤلف اجازه تکمیل آن را نداد.

## مؤلف
محمدجواد بلاغی فرزند محمدحسین در سال ۱۲۸۲ هجری قمری در نجف متولد شده‌است. پس از گذراندان دروس مقدماتی و عالی به سامرا رفت و در آنجا ده سال شاگرد محمدتقی شیرازی بود. از بلاغی ۴۸ اثر بجا ماندهاست که مهمترین آنها تفسیر آلاء الرحمان فی تفسیر القرآن می‌باشد. وی در ۲۲ شعبان ۱۳۵۲ وفات کرد.

## انگیزه نگارش
بلاغی در نامه ای به شاگردش میرزا علی اردوبادی غروی علت و انگیزه خود از نگارش این تفسیر را اینگونه بیان کرده‌است: 
«به توفیق خدا… از ذیحجهٔ ۱۳۴۹ق (= آوریل ۱۹۳۱م) به تألیف تفسیری دربارهٔ قرآن کریم، موافق اصول علم و مذهب شیعه شروع کردم، زیرا که من دیدم اَهّمِ تفاسیر نزد ما، مثل تبیان و مجمع‌البیان، در لغت و صرفِ کلمه و قرائات، و تفاسیر امثال عطا و مجاهد… و اشباههم بسیار بیانات کرده‌اند و… بحرانی… احادیث را بدون تحقیقی در آنها نقل می‌کند و در مزایای قرآن شریف بیاناتی نمی‌نماید».

## نگارش
بلاغی در مقدمه کتاب ابتدا به حقیقت اعجاز، فلسفه فرستادن قران به عنوان معجزه برای اعراب جاهلی، چگونگی جمع‌آوری قرآن و عدم تحریف لفظی قران، اختلاف قرائات، نقد تفسیرهایی مثل الدر المنثور و کشاف، بحث عام و خاص و ادراک عقلی و قلبی، بقاء نفس پس از مرگ، شفاعت، جبر و اختیار، تعدد زوجات، محکمات و متشبهات، بررسی انجیلها، امر به معروف و نهی از منکر، تیمم و وضو و ده‌ها مورد دیگر می‌باشد. مؤلف از بحث‌های خسته کننده لغوی، منطقی، فلسفی و کلامی پرهیز کرده اما در بعضی موراد با استفاده از روش‌های مزجی فلسفه و لغت و روایات برای تبیین مفاهیم استفاده کرده‌است.

## روش‌شناسی
مؤلف در مقدمه کتاب خود عنوان کرده‌است که سعی کرده‌است این تفسیر را در نهایت اختصار اما پرمحتوا و پویا تألیف کند.

## چاپ
این تفسیر نخستین بار در سال ۱۳۵۱ قمری در صیدا لبنان به چاپ رسید. این تفسیر در یک جلد چاپ شده‌است.